# Inhambanella henriquesii
Inhambanella henriquesii ist ein Baum in der Familie der Sapotengewächse aus Ost- bis knapp nach Südafrika.

## Beschreibung
Inhambanella henriquesii wächst immergrüner als Baum bis etwa 25 Meter hoch. Es sind kleine Wurzelanläufe vorhanden. Die relativ glatte, grau-braune Borke ist leicht rissig bis schuppig. Der Baum führt einen Milchsaft.
Die wechselständigen, an den Zweigenden gedrängten, einfachen, ledrigen Laubblätter sind gestielt und ganzrandig. Der Blattstiel ist bis 4 Zentimeter lang. Die abgerundeten bis eingebuchteten, meist kahlen Blätter sind verkehrt-eiförmig und 7–18 Zentimeter lang und 3,5–8,5 Zentimeter breit. Der Blattrand ist leicht verdickt und teils knapp umgebogen. Die kleinen Nebenblätter sind abfallend. Die jungen Blätter sind rötlich bis kupferfarben.
Die Blüten erscheinen achselständig in kleinen Büscheln. Die gestielten und 4–5zähligen, kleinen, zwittrigen, cremefarbenen bis gelben, duftenden Blüten sind mit doppelter Blütenhülle. Die bis 1,2 Zentimeter langen Blütenstiele sind behaart. Die 5 Millimeter langen, eiförmigen Kelchblätter sind außen behaart. Die kahle Krone ist kurz röhrig verwachsen mit dreiteiligen, 5 Millimeter langen, leicht spreizenden Lappen. Die äußeren zwei Lappensegmente sind kleiner als das mittlere Segment. Es sind kurze und pfriemliche Staubblätter und alternierend Staminodien, mit flachen Staubfäden, oben in der Kronröhre vorhanden. Der oberständige, leicht gelappte und mehrkammerige Fruchtknoten ist behaart mit einem relativ kurzen Griffel.
Es werden rote, bis 2,5–3,5 Zentimeter große, fleischige und rundliche bis ellipsoid, milchsafthaltige sowie bespitzte Früchte, Beeren mit beständigem Kelch gebildet.

## Taxonomie
Die Erstbeschreibung des Basionyms Mimusops henriquesii (zuerst als henriquezii mit „z“) erfolgte 1904 durch Adolf Engler und Otto Warburg in Monogr. Afrik. Pflanzen-Fam. 8: 80, t. XXV. Der Name des Epithetons wurde dann in Ergänzungen und Verbesserungen zu henriquesii mit „s“ korrigiert. Die Umteilung in die neu aufgestellte Gattung Inhambanella erfolgte 1915 (publ. postum) durch Marcel Marie Maurice Dubard in Ann. Mus. Colon. Marseille, sér. 3, 3: 43. Ein weiteres Synonym ist Lecomtedoxa henriquesii (Engl. & Warb.) A.Meeuse.

## Verwendung
Die Früchte sind essbar. Die Rinde wird medizinisch verwendet.